# Arbúzovo (Vladímir)
|  | Per a altres significats, vegeu «Arbúzovo». |

Arbúzovo (en rus: Арбузово) és un poble de l'óblast de Vladímir, a Rússia, segons el cens del 2010 tenia 146 habitants. Pertany al districte municipal de Sóbinka.